# Referèndum grec de 1973
El 29 de juliol de 1973 se celebra a Grècia un referèndum constitucional. Les esmenes confirmarien l'abolició (l'1 de juny) de la monarquia per part de la junta militar i establirien una república. La proposta va ser aprovada pel 78,6% dels votants amb una participació del 75,0%. S'iniciava així el primer període de la Metapolitefsi.